# Мать (опера Хренникова)
«Мать» — опера Тихона Хренникова в 4 действиях, 8 картинах, на либретто А. М. Файко, по одноимённой повести Максима Горького. Премьера состоялась 26 октября 1957 года в Большом театре.

## История создания
Как вспоминал сам композитор, замысел оперы родился летом 1950 года, когда он перечитывал повесть А. М. Горького «Мать».
«…Революционный пафос, — писал Хренников, — соединяется в произведении Горького с глубоким проникновением в тайники человеческой души… Образ Ниловны сразу вошел в мое сознание».
Непосредственно к работе над оперой он смог приступить лишь в 1953 году. Драматург Алексей Файко написал либретто, близкое к повести Горького; поездка на место событий, в Горький, где композитор познакомился с женой Петра Заломова — прототипа образа Павла Власова, встречался с участниками первых маёвок — старыми большевиками, помогла ему глубже проникнуться атмосферой повести, «почувствовать интонацию рабочей кадрили», вошедшей в картину маёвки. Из песен, которые пели рабочие на своих сходках в канун революции 1905 года, сложилась мелодия хора «Праздник светлый» в той же картине. В музыке оперы Хренников использовал интонации и ритмы и широко известных революционных песен — «Смело товарищи в ногу», «Варшавянки» и «Марсельезы». При этом, как отмечал критик, Хренников, по характеру своего дарования скорее лирик, пафос революционной борьбы раскрывал через внутренний мир, душевные движения простой русской женщины: героическая тема органично развивалась внутри песенно-лирической драматургии оперы.
Премьера оперы, завершённой в 1956 году, состоялась в Москве, в Большом театре, 26 октября 1957 года, под управлением Бориса Хайкина.

## Действующие лица
- Пелагея Ниловна, меццо‑сопрано
- Павел Власов, её сын, баритон
- Сашенька, сопрано
- Андрей Находка, бас
- Весовщиков, бас
- Самойлов, тенор
- Мазин, тенор
- Букин, баритон
- Егор Иванович, тенор
- Сизов, старый рабочий, дядя Мазина, бас
- Мария Корсунова, вдова, торговка, соседка Власовых, меццо‑сопрано
- Директор фабрики, баритон
- Исай Горбов, табельщик, тенор
- Пьяный купчик, тенор
- Жандармский офицер, тенор
- Офицерик, тенор
- Председатель суда, тенор
- Судебный пристав, бас

Члены суда, девушки, сторожа, жандармы, конвойные, рабочие, жители слободки, пассажиры.

## Постановки
- 26 октября 1957 года — Большой театр. Дирижёр-постановщик Борис Хайкин, режиссёр-постановщик Николай Охлопков, художник-постановщик Вадим Рындин[2].
- 1 ноября 1957 — Горьковский театр оперы и балета им. А. С. Пушкина (режиссёр-постановщик А. Бакалейников, дирижёр Исай Шерман)[2]
- 4 ноября 1957 — Ленинградский театр оперы и балета им. С. М. Кирова (режиссёр-постановщик Леонид Варпаховский, дирижёр Эдуард Грикуров)[2]
- 31 марта 1967 — Русенский оперный театр (Болгария), дирижёр-постановщик Ромео Райчев, режиссёр — Эмиль Пасынков[4]